# Rumptjärnen, Lappland
Rumptjärnen är en sjö i Arvidsjaurs kommun i Lappland och ingår i Skellefteälvens huvudavrinningsområde. Sjön har en area på 0,0823 kvadratkilometer och ligger 399,4 meter över havet.

## Delavrinningsområde
Rumptjärnen ingår i det delavrinningsområde (725876-165792) som SMHI kallar för Utloppet av Baktsjaure. Medelhöjden är 411 meter över havet och ytan är 22,63 kvadratkilometer. Räknas de 11 avrinningsområdena uppströms in blir den ackumulerade arean 133,31 kvadratkilometer. Skattån (Stenträskbäcken) som avvattnar avrinningsområdet har biflödesordning 2, vilket innebär att vattnet flödar genom totalt 2 vattendrag innan det når havet efter 146 kilometer. Avrinningsområdet består mestadels av skog (46 procent) och sankmarker (38 procent). Avrinningsområdet har 3,15 kvadratkilometer vattenytor vilket ger det en sjöprocent på 13,9 procent.